# Fonología del esperanto
El esperanto es un idioma auxiliar construido para tener una fonología fluida; su creador Zamenhof, definió la pronunciación del esperanto comparando los sonidos del esperanto con los sonidos de numerosos idiomas europeos predominantes, para lo que siempre tuvo en mente la frase «una letra, un sonido». Zamenhof sugirió la pronunciación italiana como la correcta.[cita requerida]

## Inventario
| Consonantes | Consonantes | Vocales | Vocales |
| Letra       | AFI         | Letra   | AFI     |
| ----------- | ----------- | ------- | ------- |
| b           | [b]         | a       | [a]     |
| c           | [t͡s]        | e       | [e]     |
| ĉ           | [t͡ʃ]        | i       | [i]     |
| d           | [d]         | o       | [o]     |
| f           | [f]         | u       | [u]     |
| g           | [ɡ]         |         |         |
| ĝ           | [d͡ʒ]        |         |         |
| h           | [h]         |         |         |
| ĥ           | [x]         |         |         |
| j           | [j,i̯]       |         |         |
| ĵ           | [ʒ]         |         |         |
| k           | [k]         |         |         |
| l           | [l]         |         |         |
| m           | [m]         |         |         |
| n           | [n]         |         |         |
| p           | [p]         |         |         |
| r           | [ɾ]         |         |         |
| s           | [s]         |         |         |
| ŝ           | [ʃ]         |         |         |
| t           | [t]         |         |         |
| ŭ           | [u̯]         |         |         |
| v           | [v]         |         |         |
| z           | [z]         |         |         |

El léxico original en esperanto contiene:
- 23 consonantes (incluyendo ĥ /x/, que se ha vuelto infrecuente, y 4 africadas[t͡s, t͡ʃ, d͡z, d͡ʒ])
- 11 vocales (5 vocales simples y 6 diptongos ).

A continuación se muestra la correspondencia entre las letras del alfabeto del esperanto y el alfabeto fonético internacional:
Esta lista es bastante similar al conjunto de fonemas de los que consta el polaco, pero se parece mucho más al bielorruso.
Las principales innovaciones respecto al bielorruso son:
La eliminación de la palatalización en Esperanto, aunque sí que estaba presente en el Proto-Esperanto (nacjes, ahora nacioj «naciones»; familje, ahora familio «familia») y, de forma discutible, aún sobrevive en algunos sufijos como -nj- y -ĉj-, y en la interjección tju !;
La ausencia del africado /dz/, aunque permanece en algunas palabras, como por ejemplo edzo «marido/esposo».
[En bielorruso, las letras ł, l representan /l, lʲ/ (fonéticamente [lˠ, lʲ]), y i, y representan /ji, i/ (fonéticamente [ji, ɨ]), por lo que se contabilizan entre las que se ha eliminada la palatización.] También se puede discutir si las series kv, gv son fonemas, que representan y se pueden pronunciados como los fonemas /kʷ, gʷ/ de sus fuentes germánicas y latinas.

## Acentuación
En cada palabra, el acento recae siempre en la penúltima sílaba; excepto en palabras de una sola sílaba, o en algunas palabras sin terminación, las cuales se usan en poesía y canciones para forzar una palabra aguda. Dichas palabras no tienen terminación, pues ésta se sustituye con un apóstrofo ('); solo se da en palabras sustantivo y no estando en acusativo. Por ejemplo: Poezio - Poezi'